# Saivizmus

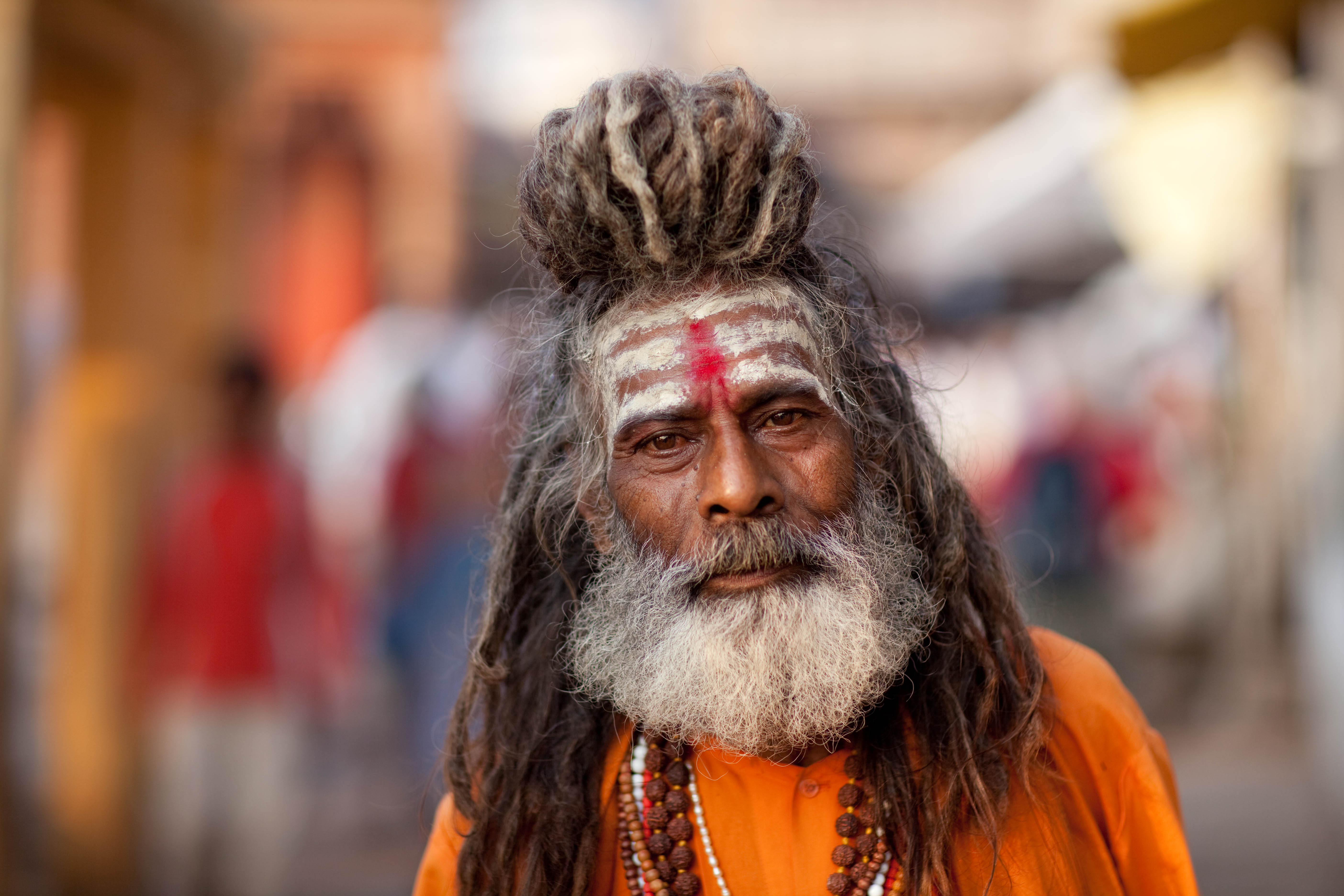
Saiva szádhu Váránasziban, sivaita homlokjellel

A saivizmus vagy sivaizmus, Siva-kultusz  (szanszkrit:  शैव पंथ, IAST: śaiva paṁtha, magyar átírásban:saiva pamtha)  a hinduizmus egy ága, amely elsődleges és legfőbb istennek Sivát tekinti, aki megszemélyesíti az abszolútot (brahman), és aki számtalan formában nyilvánulhat meg. Hívői a saivák. Elsősorban India déli tartományaiban vált uralkodó vallási áramlattá. Már a Mahábhárata is tartalmaz saiva betéteket. Legfontosabb forrása a Svétásvatara-upanisad,  amely  már teológiai-filozófiai oldalról megalapozza a későbbi tanokat.  A sivizmus és a visnuizmus (Visnu-kultusz,  hívői a vaisnavák) közötti különbség elsősorban a szertartások kivitelezésében van, amelyekkel kapcsolatban  a sivizmusban a Siva-puránák nyújtanak útmutatást. A vaisnavákkal ellentétben a saivák még ma is áldozatokat mutatnak be,  illetve nagyobb mértékben hajlamosak az aszkétizmusra.
Általános üdvcél a lélek eggyé válása Istennel. A kultuszukra erősen rányomta bélyegét a tantrikus szertartás. Az aszkéták és jógik szerint az üdvúton az aszkézis, a jóga és a meditáció visz elsősorban előre, de a mantrák mormolása és a sokféle szertartás is. 
A saiva aszkéták gyakran hamuval borítják testüket, csomóban álló, bozontos hajzattal, homlokukra festett, három vízszintes csíkkal jelennek meg, kezükben háromágú szigonyt tartanak. Az általános társadalmi normákkal szembeni megvetésüket a legkülönfélébb önsanyargató praktikákkal, gyakorlatokkal bizonyítják.

## Kialakulása és fejlődése

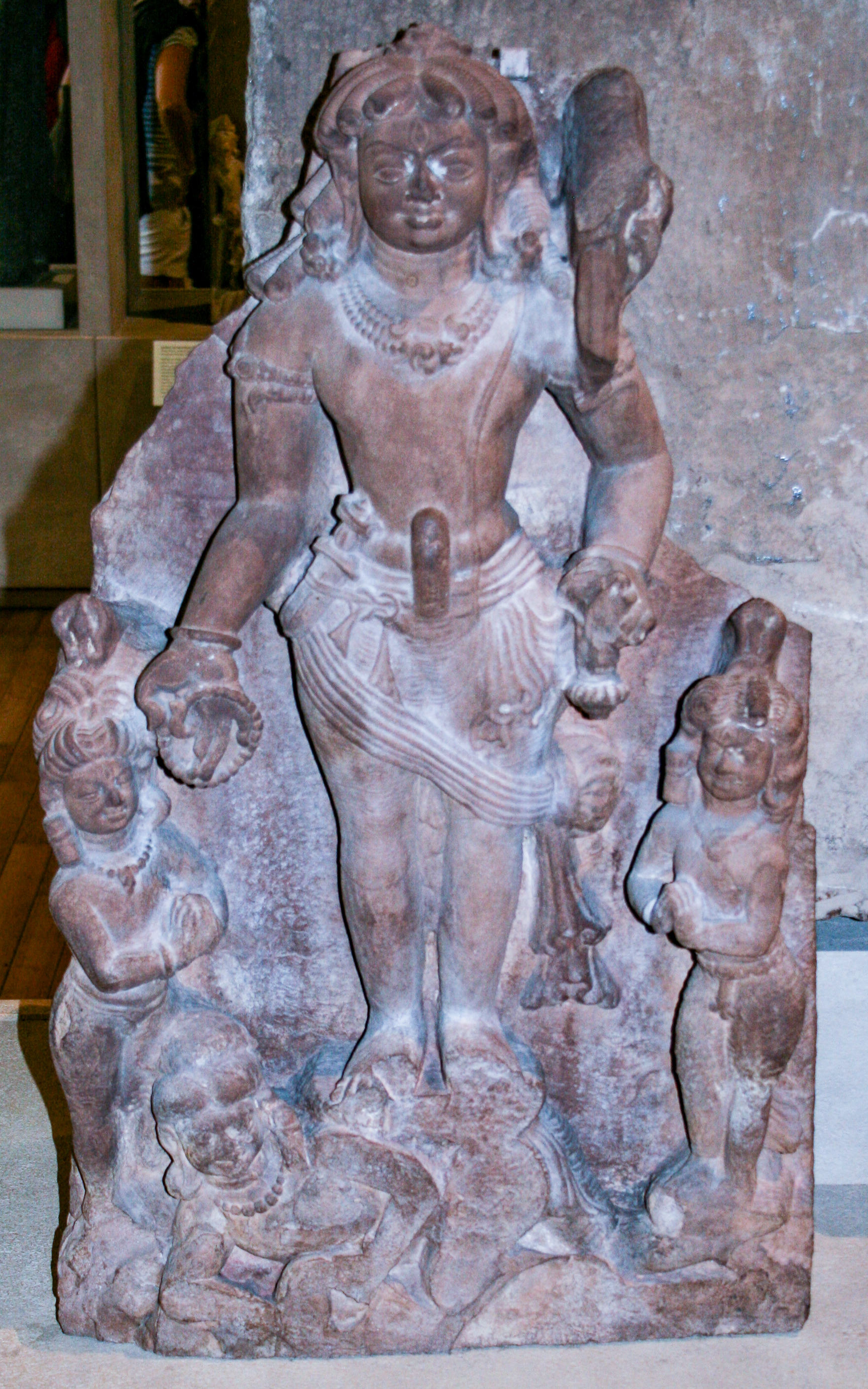
A pásupata szekta alapítója, Lakulisa (i. sz. 200 körül) mint Siva egyik megjelenési formája. A tudatlanságot jelképező emberi alakon áll, mellette Siva szentháromságának két alakja

A saivizmus vélhetően az indus—völgyi civilizáció árják előtti korszakában fejlődhetett ki, amelyről az ásatásokból előkerült jógi testhelyzetben ülő istenszobrok tanúskodnak. Ezekről a szobrokról a kutatók úgy vélik, hogy Siva elődjét ábrázolják, mint az állatok és az aszkézis urát. A saiva teológia azonban végső formájában csak a 4-9. században alakult ki, a jóga, a beavatások, rituálék és mantrák, illetve a templomépítéssel foglalkozó sásztrák (például a silpa-sásztra) leírását tartalmazó  Saiva-ágamák formájában.
A saivizmus egész Indiában elterjedt, de a déli területeken, különösen Madrász környékén jellemző irányzata a hinduizmusnak.
Az első ezredforduló után megjelentek a különböző saiva irányzatok is: 
- Pásupaták: aszketikus, a társadalmat elutasító magatartást mutató irányzat, elsősorban Gudzsarátban gyakori.
- Kápálikák: hamvasztóhelyek közelében élő, koponyákat gyűjtő, szándékosan a vallási és társadalmi törvényekkel szembenálló szekta
- Kálámukhák: a pásupatákkal szövetséges aszkétikus szekta
- Lingájatok (vírasaivák): Siva nem antropomorf alakját, a lingamot tisztelő szekta
- Kasmíri saivizmus (Trika): Siva, sakti (energia) és az egyén (anu) hármas egységét hirdető irányzat, különösen Kasmirban jellemző
- Saiva sziddhánta (Siva végső igazsága) : A bhaktizmussal rokon irányzat, amely a legfőbb isten, Siva imádatát (különösen a tamil bhakti-költők, vagy prédikátorok  a nájanmárok fellépése után) költői műveken keresztül dicsőíti. Elsősorban a tamil nyelvterületen elterjedt
- Szmárta, azaz ortodox saivák, akik Manu törvényei és a kalpa-szútrákban lefektetett elvek szerint élnek, a hindu dharma (általános világtörvény) által, a hívő  egyes életszakaszaira érvényes követelmények szerint.
- Nátha, vagy kánphata-jógik, a pásupata saivizmus tantrikus hagyományait a hatha-jógával vegyítő irányzatot követő hívők

## Saiva bölcseleti iskolák
A századok folyamán meglehetősen kidolgozott teológiai rendszerek alakultak ki a saivizmus iskoláin belül. 

### Pásupata-szútra
A legrégebbi tanítás a pásupata-szútra, amelyet a hagyomány szerint Lakulisa, Siva egy avatárája adott át híveinek, a következő fejezetekből áll: 
- Kötöttség (pása) – Az ember az illúzió, a becstelenség, tudatlanság és a ragaszkodás foglya
- A felszabadító Úr (Siva), aki megfelelő eszközök segítségével (aszkétizmus, jóga, mantrák segítségével a felszabadulás útjára vezet
- Eszközök a felszabaduláshoz  – szertartások (vidhi)és mantrák
- Szertartások kivitelezése
- A végső megszabadulás (mukti)

### Saiva szidhánta
A Saiva szidhánta, melynek rendszerbe foglalt tanításai  Mejkanda: Sivadnyánabodha c. művében olvashatók. A műben három alapelv egyetemlegességéről értekezik (az Úr Siva, a megkötözött személy, a kötelék). A megszabadulást a megszerzett tudás (vidja) útján, különböző szertartásokon (krija) keresztül,  vezekléssel (jóga) és erényes élettel (csarja) lehet elérni. A Saiva szidhánta nem ismeri el Siva avatáráit, mivel ő az egyetemleges, örökké létező és mindenben jelenlévő „létező tudatosság”, aki  nem része a születés – létezés – halál körforgásának (szanszára), tehát  keletkezéstől mentes. Egyetlen képviselője lehet, az általa földre küldött guru (mester), aki átadja az ő bölcsességét, és hozzásegít a megszabaduláshoz.   Siva feladatai a Saiva szidhánta szerint a kegyelem gyakorlása, megtévesztés, pusztítás, a létezés folytonosságának biztosítása, a létezés megindítása.
A kötöttségnek három kiváltó oka lehet: a karma, amely cselekedeteink által újabb és újabb létezéshez vezet a mája, a fejlődés és hanyatlás kozmikus folyamata és az anava, az énközpontúság.
A megszabadulás a sivatva azaz a sivaság, amikor az egyén eggyé válik Sivával, cselekedetei maguk az Úr cselekedetei, és az ember már túl van minden jón és rosszon.

### Kasmíri saivizmus
Az iskola szerint Siva és Sakti, és az ő egyesülésük lelkünkben tükröződik, a tükörkép felismeréséhez vezető út végén elérhető a megszabadulás. Az emberben élő Siva-természet előtérbe kerülése egyfajta rabszolgaságot eredményez, az élet célja ennek a rabszolgaságnak az elérése, hiszen ezzel az őstermészethez jutunk vissza, az anyagi világtól mentes létezéshez.

### Vírasaivizmus
A vírasaivizmus, azaz hősies Siva-hit a 12. századi vallási reformer, Baszava nevéhez kötődik, aki a saivizmust aktív térítő mozgalommá fejlesztette. Jelenleg  Kannada nyelvterületen alkotnak jelentős vallási csoportot. A hívők lingamot viselnek a nyakukban, a kasztok közötti különbségeket nem veszik figyelembe, halottaikat az általánosan elterjedt hamvasztással ellentétben temetik.